# Heilig Hüsli
La Heilig Hüsli o la Casa Sagrada es una capilla católica sobre un puente en Rapperswil, en el cantón de St. Gallen, en el país europeo de Suiza.
La capilla se encuentra junto a la llamada Seedamm en la estación de ferrocarril de Rapperswil, y hoy se encuentra en una pequeña isla en la parte superior del lago de Zúrich (Obersee) en el Holzbrücke Rapperswil-Hurden, un puente de madera histórico que fue reconstruido en 2001.
La capilla en el antiguo puente de madera medieval entre Rapperswil y Hurden fue mencionada por primera vez en el 1485 como una casa de oración de madera para peregrinos.
Después de que la Seedamm fue construida en 1878, la capilla Heilig Hüsli era la única estructura restante del puente medieval de madera. Se quedó aislada en el lago y no era accesible a los visitantes hasta la reconstrucción del antigua puente de madera que fue erigido en 2001.